# Волейбольная Евролига
Евролига — ежегодное соревнование волейбольных сборных, проводимое под эгидой Европейской конфедерации волейбола (CEV). С 2004 года проводятся соревнования для мужских команд, летом 2009 года состоялся первый розыгрыш женской Евролиги.

## История
Впервые соревнования по волейболу под названием «Евролига» среди мужских и женских сборных прошли с декабря 1997 по июль 1999 года в рамках отборочного турнира к чемпионатам Европы-1999. И у мужчин, и у женщин турнир прошёл по одинаковому регламенту: сильнейшие сборные вошли в дивизион «А», где были разделены на две группы, в которых игры проводились в два круга с разъездами. Финальные соревнования турнира проведены не были. Победителями групповых турниров у мужчин стали сборные Болгарии и Югославии, у женщин — России и Польши (подробнее см. Чемпионат Европы по волейболу среди мужчин 1999 (квалификация) и Чемпионат Европы по волейболу среди женщин 1999 (квалификация)).
На постоянной основе среди мужских сборных Евролига проводится с 2004 года по инициативе России, Нидерландов, Германии и Чехии, исключённых в конце сезона-2003 из числа участников Мировой лиги. С 2009 года проводятся соревнования и для женских команд. Евролига является не только самостоятельным престижным турниром, но и служит важным этапом подготовки команд к главным волейбольным соревнованиям — чемпионатам Европы и мира, Олимпийским играм.
Регламент соревнований у мужчин, за исключением турнира 2014 года, включает групповую стадию и финальный турнир, проводимый в формате «финала четырёх» (два полуфинала и два финала — за 1-е и 3-е места). В 2014 году после группового раунда последовала серия плей-офф из двух полуфинальных и двух финальных матчей. При этом победителем в парах плей-офф выходила команда, одержавшая две победы. Если количество побед у соперников оказывалось равным, то победителем объявлялась команда, набравшая больше очков в двухматчевой серии (победы 3:0 и 3:1 — 3 очка, победа 3:2 — 2 очка, поражение 2:3 — 1 очко). В случае равенства и этих показателей назначался золотой сет. В 2014 году в женском турнире после группового раунда проводилась финальная серия, а в последующих розыгрышах — полуфинальные и финальные матчи по описанному выше регламенту.
С 2018 года Евролига разделена на два дивизиона — Золотой (12 команд) и Серебряный (8 команд), в каждом из них проводятся матчи группового раунда и «финал четырёх» (или финальная серия между двумя командами). Две сильнейшие команды Золотого дивизиона становятся участниками Кубка претендентов.  
В 2013 году в турнирах Евролиги был опробован новый формат проведения матчей: партии (кроме пятой) продолжались не до 25, а до 21 очка с одним вместо двух технических тайм-аутов (при наборе одной из команд 12 очков).

## Мужская Евролига

### «Финалы четырёх»
В 2014 году — финальная серия
| Год  | Город                                              | Победитель                                         | Результат финала                                   | Финалист                                           | 3-е место                                          | Результат матча за 3-е место                       | 4-е место                                          |
| ---- | -------------------------------------------------- | -------------------------------------------------- | -------------------------------------------------- | -------------------------------------------------- | -------------------------------------------------- | -------------------------------------------------- | -------------------------------------------------- |
| 2004 | Опава                                              | Чехия                                              | 3:1                                                | Россия                                             | Нидерланды                                         | 3:1                                                | Германия                                           |
| 2005 | Казань                                             | Россия                                             | 3:0                                                | Финляндия                                          | Испания                                            | 3:1                                                | Турция                                             |
| 2006 | Измир                                              | Нидерланды                                         | 3:1                                                | Хорватия                                           | Греция                                             | 3:2                                                | Турция                                             |
| 2007 | Портиман                                           | Испания                                            | 3:2                                                | Португалия                                         | Словакия                                           | 3:1                                                | Словения                                           |
| 2008 | Бурса                                              | Словакия                                           | 3:1                                                | Нидерланды                                         | Турция                                             | 3:2                                                | Германия                                           |
| 2009 | Портиман                                           | Германия                                           | 3:2                                                | Испания                                            | Португалия                                         | 3:0                                                | Словакия                                           |
| 2010 | Гвадалахара                                        | Португалия                                         | 3:1                                                | Испания                                            | Турция                                             | 3:2                                                | Румыния                                            |
| 2011 | Кошице                                             | Словакия                                           | 3:2                                                | Испания                                            | Словения                                           | 3:0                                                | Румыния                                            |
| 2012 | Анкара                                             | Нидерланды                                         | 3:2                                                | Турция                                             | Испания                                            | 3:1                                                | Словакия                                           |
| 2013 | Мармарис                                           | Бельгия                                            | 3:0                                                | Хорватия                                           | Чехия                                              | 3:1                                                | Турция                                             |
| 2014 | Салоники Будва                                     | Черногория                                         | 3:2, 3:1                                           | Греция                                             | Македония Словения                                 | —                                                  | —                                                  |
| 2015 | Валбжих                                            | Словения                                           | 3:0                                                | Македония                                          | Польша                                             | 3:0                                                | Эстония                                            |
| 2016 | Варна                                              | Эстония                                            | 3:0                                                | Македония                                          | Австрия                                            | 3:0                                                | Болгария                                           |
| 2017 | Гентофте                                           | Украина                                            | 3:1                                                | Македония                                          | Швеция                                             | 3:1                                                | Дания                                              |
| 2018 | Карловы Вары                                       | Эстония                                            | 3:0                                                | Чехия                                              | Турция                                             | 3:2                                                | Португалия                                         |
| 2019 | Таллин                                             | Турция                                             | 3:0                                                | Беларусь                                           | Нидерланды                                         | 3:0                                                | Эстония                                            |
| 2020 | Из-за пандемии COVID-19 соревнования были отменены | Из-за пандемии COVID-19 соревнования были отменены | Из-за пандемии COVID-19 соревнования были отменены | Из-за пандемии COVID-19 соревнования были отменены | Из-за пандемии COVID-19 соревнования были отменены | Из-за пандемии COVID-19 соревнования были отменены | Из-за пандемии COVID-19 соревнования были отменены |
| 2021 | Кортрейк                                           | Турция                                             | 3:1                                                | Украина                                            | Эстония                                            | 3:0                                                | Бельгия                                            |
| 2022 | Вараждин                                           | Чехия                                              | 3:1                                                | Турция                                             | Хорватия                                           | 3:2                                                | Украина                                            |
| 2023 | Задар                                              | Турция                                             | 3:2                                                | Украина                                            | Хорватия                                           | 3:0                                                | Чехия                                              |
| 2024 | Осиек                                              | Украина                                            | 3:1                                                | Хорватия                                           | Чехия                                              | 3:2                                                | Эстония                                            |
| 2025 | Брно                                               | Финляндия                                          | 3:1                                                | Чехия                                              | Израиль                                            | 3:1                                                | Греция                                             |

### Участники
| Команды              | 2004 | 2005 | 2006 | 2007 | 2008 | 2009 | 2010 | 2011 | 2012 | 2013 | 2014 | 2015 | 2016 | 2017 | 2018 | 2019 | 2021 | 2022 | 2023 | 2024 | 2025 |
| -------------------- | ---- | ---- | ---- | ---- | ---- | ---- | ---- | ---- | ---- | ---- | ---- | ---- | ---- | ---- | ---- | ---- | ---- | ---- | ---- | ---- | ---- |
| Австрия              | —    | —    | —    | —    | 8    | 11   | 8    | 12   | 8    | 9    | 6    | 9    | 3    | —    | 17   | 15   | 16   | —    | 15   | 14   | 16   |
| Азербайджан          | —    | —    | —    | —    | —    | —    | —    | —    | —    | —    | 9    | —    | —    | 8    | —    | 17   | —    | —    | —    | 12   | 17   |
| Албания              | —    | —    | —    | —    | —    | —    | —    | —    | —    | —    | —    | —    | 7    | 5    | 18   | —    | —    | 16   | —    | —    | —    |
| Беларусь             | —    | —    | —    | —    | 5    | 7    | —    | 7    | —    | 8    | —    | 7    | 5    | —    | 14   | 2    | 5    | —    | —    | —    | —    |
| Бельгия              | —    | —    | —    | 12   | —    | 6    | —    | 6    | —    | 1    | —    | —    | —    | —    | 6    | 11   | 4    | 7    | 7    | 5    | —    |
| Болгария             | —    | —    | —    | —    | —    | —    | —    | —    | —    | —    | —    | —    | 4    | —    | —    | —    | —    | —    | —    | —    | —    |
| Босния и Герцеговина | —    | —    | —    | —    | —    | —    | —    | —    | —    | —    | —    | —    | —    | —    | —    | 19   | —    | 17   | —    | —    | —    |
| Великобритания       | —    | —    | —    | —    | 9    | 9    | 7    | 10   | —    | —    | —    | —    | —    | —    | —    | —    | —    | —    | —    | —    | —    |
| Венгрия              | —    | —    | —    | —    | —    | —    | —    | —    | —    | 12   | —    | —    | —    | 6    | 19   | 17   | 14   | 15   | 14   | —    | 14   |
| Германия             | 4    | 5    | 5    | 6    | 4    | 1    | —    | —    | —    | —    | —    | —    | —    | —    | —    | —    | —    | —    | —    | —    | —    |
| Греция               | —    | —    | 3    | 8    | 6    | 8    | 5    | 9    | 10   | —    | 2    | 5    | —    | —    | —    | 14   | —    | —    | —    | —    | 4    |
| Грузия               | —    | —    | —    | —    | —    | —    | —    | —    | —    | —    | —    | —    | —    | —    | —    | 19   | —    | —    | 17   | —    | 20   |
| Дания                | —    | —    | —    | —    | —    | —    | —    | —    | 7    | 11   | 10   | 7    | 5    | 4    | —    | 15   | 12   | 9    | 10   | —    | —    |
| Израиль              | —    | —    | —    | —    | —    | —    | —    | —    | 6    | 10   | —    | 11   | —    | 7    | —    | —    | 17   | —    | —    | 13   | 3    |
| Исландия             | —    | —    | —    | —    | —    | —    | —    | —    | —    | —    | —    | —    | —    | —    | —    | —    | —    | —    | —    | 16   | 19   |
| Испания              | —    | 3    | 6    | 1    | —    | 2    | 2    | 2    | 3    | 6    | —    | —    | —    | —    | 9    | 5    | 7    | 6    | —    | 6    | 6    |
| Кипр                 | —    | —    | —    | —    | —    | —    | —    | —    | —    | —    | —    | —    | —    | —    | —    | —    | 18   | —    | 15   | —    | —    |
| Косово               | —    | —    | —    | —    | —    | —    | —    | —    | —    | —    | —    | —    | —    | —    | 20   | —    | —    | —    | —    | —    | —    |
| Латвия               | —    | —    | —    | 11   | —    | —    | —    | —    | —    | —    | —    | —    | —    | —    | 15   | 5    | 11   | 11   | 13   | —    | 11   |
| Люксембург           | —    | —    | —    | —    | —    | —    | —    | —    | —    | —    | —    | —    | 7    | —    | —    | —    | 19   | —    | —    | 11   | 15   |
| Нидерланды           | 3    | —    | 1    | 7    | 2    | —    | —    | 5    | 1    | —    | —    | —    | —    | —    | 5    | 3    | —    | —    | —    | —    | —    |
| Польша               | —    | —    | —    | —    | —    | —    | —    | —    | —    | —    | 7    | 3    | —    | —    | —    | —    | —    | —    | —    | —    | —    |
| Португалия           | —    | —    | —    | 2    | 7    | 3    | 1    | —    | —    | —    | —    | —    | —    | —    | 4    | —    | 9    | 8    | 5    | 8    | 7    |
| Россия               | 2    | 1    | —    | —    | —    | —    | —    | —    | —    | —    | —    | —    | —    | —    | —    | —    | —    | —    | —    | —    | —    |
| Румыния              | —    | —    | —    | 9    | —    | 10   | 4    | 4    | 9    | —    | 5    | 11   | —    | —    | —    | 13   | 8    | 12   | 9    | 9    | 5    |
| Северная Македония   | —    | —    | —    | —    | —    | —    | —    | —    | —    | —    | 3    | 2    | 2    | 2    | 16   | —    | 13   | 14   | 11   | 10   | 9    |
| Словакия             | 8    | 6    | 7    | 3    | 1    | 4    | 6    | 1    | 4    | 7    | —    | —    | —    | —    | 11   | 8    | 10   | 10   | 12   | —    | 8    |
| Словения             | —    | —    | —    | 4    | —    | —    | —    | 3    | —    | —    | 3    | 1    | —    | —    | 12   | —    | —    | —    | —    | —    | —    |
| Турция               | 5    | 4    | 4    | 5    | 3    | 5    | 3    | 11   | 2    | 4    | 8    | 6    | —    | —    | 3    | 1    | 1    | 2    | 1    | —    | —    |
| Украина              | —    | —    | —    | —    | —    | —    | —    | —    | —    | —    | —    | —    | —    | 1    | 8    | 5    | 2    | 4    | 2    | 1    | —    |
| Фарерские острова    | —    | —    | —    | —    | —    | —    | —    | —    | —    | —    | —    | —    | —    | —    | —    | —    | —    | —    | 17   | 15   | 18   |
| Финляндия            | 6    | 2    | —    | —    | —    | —    | —    | —    | —    | —    | —    | —    | —    | —    | 7    | 11   | —    | 13   | 6    | 7    | 1    |
| Хорватия             | 7    | —    | 2    | —    | —    | 12   | —    | 8    | —    | 2    | —    | 9    | —    | —    | 13   | 8    | 15   | 3    | 3    | 2    | 10   |
| Черногория           | —    | —    | —    | —    | —    | —    | —    | —    | —    | 5    | 1    | —    | —    | —    | —    | —    | —    | —    | —    | —    | 12   |
| Чехия                | 1    | 7    | —    | 10   | —    | —    | —    | —    | 5    | 3    | —    | —    | —    | —    | 2    | 8    | 6    | 1    | 4    | 3    | 2    |
| Швеция               | —    | —    | —    | —    | —    | —    | —    | —    | —    | —    | —    | —    | —    | 3    | 10   | —    | —    | —    | —    | —    | 13   |
| Эстония              | —    | 8    | 8    | —    | —    | —    | —    | —    | —    | —    | —    | 4    | 1    | —    | 1    | 4    | 3    | 5    | 8    | 4    | —    |

## Женская Евролига

### «Финалы четырёх»
В 2014—2017, 2023 годах — финальная серия
| Год  | Город                                              | Победитель                                         | Результат финала                                   | Финалист                                           | 3-е место                                          | Результат матча за 3-е место                       | 4-е место                                          |
| ---- | -------------------------------------------------- | -------------------------------------------------- | -------------------------------------------------- | -------------------------------------------------- | -------------------------------------------------- | -------------------------------------------------- | -------------------------------------------------- |
| 2009 | Кайсери                                            | Сербия                                             | 3:2                                                | Турция                                             | Болгария                                           | 3:0                                                | Франция                                            |
| 2010 | Анкара                                             | Сербия                                             | 3:1                                                | Болгария                                           | Турция                                             | 3:0                                                | Израиль                                            |
| 2011 | Стамбул                                            | Сербия                                             | 3:0                                                | Турция                                             | Болгария                                           | 3:0                                                | Чехия                                              |
| 2012 | Карловы Вары                                       | Чехия                                              | 3:0                                                | Болгария                                           | Сербия                                             | 3:1                                                | Нидерланды                                         |
| 2013 | Варна                                              | Германия                                           | 3:2                                                | Бельгия                                            | Болгария                                           | 3:0                                                | Румыния                                            |
| 2014 | Бурса Рюссельсхайм                                 | Турция                                             | 3:1, 3:1                                           | Германия                                           | Польша                                             | —                                                  | Азербайджан                                        |
| 2015 | Эрд Измир                                          | Венгрия                                            | 3:0, 1:3                                           | Турция                                             | Греция Израиль                                     | —                                                  | —                                                  |
| 2016 | Нитра Баку                                         | Азербайджан                                        | 3:1, 3:0                                           | Словакия                                           | Греция Словения                                    | —                                                  | —                                                  |
| 2017 | Хельсинки Ивано-Франковск                          | Украина                                            | 3:1, 3:1                                           | Финляндия                                          | Испания Словакия                                   | —                                                  | —                                                  |
| 2018 | Будапешт                                           | Болгария                                           | 3:0                                                | Венгрия                                            | Чехия                                              | 3:1                                                | Финляндия                                          |
| 2019 | Вараждин                                           | Чехия                                              | 3:1                                                | Хорватия                                           | Беларусь                                           | 3:0                                                | Испания                                            |
| 2020 | Из-за пандемии COVID-19 соревнования были отменены | Из-за пандемии COVID-19 соревнования были отменены | Из-за пандемии COVID-19 соревнования были отменены | Из-за пандемии COVID-19 соревнования были отменены | Из-за пандемии COVID-19 соревнования были отменены | Из-за пандемии COVID-19 соревнования были отменены | Из-за пандемии COVID-19 соревнования были отменены |
| 2021 | Русе                                               | Болгария                                           | 3:1                                                | Хорватия                                           | Испания                                            | 3:2                                                | Чехия                                              |
| 2022 | Орлеан                                             | Франция                                            | 3:0                                                | Чехия                                              | Румыния Хорватия                                   | —                                                  | —                                                  |
| 2023 | Пьятра-Нямц Лунд                                   | Украина                                            | 3:0, 3:0                                           | Швеция                                             | Бельгия Чехия                                      | —                                                  | —                                                  |
| 2024 | Острава                                            | Швеция                                             | 3:2                                                | Чехия                                              | Бельгия                                            | 3:0                                                | Румыния                                            |
| 2025 | Энгельхольм                                        | Украина                                            | 3:1                                                | Венгрия                                            | Румыния                                            | 3:0                                                | Швеция                                             |

### Участники
| Команды              | 2009 | 2010 | 2011 | 2012 | 2013 | 2014 | 2015 | 2016 | 2017 | 2018 | 2019 | 2021 | 2022 | 2023 | 2024 | 2025 |
| -------------------- | ---- | ---- | ---- | ---- | ---- | ---- | ---- | ---- | ---- | ---- | ---- | ---- | ---- | ---- | ---- | ---- |
| Австрия              | —    | —    | —    | —    | —    | —    | —    | —    | 10   | 14   | 7    | 13   | —    | 11   | 12   | 15   |
| Азербайджан          | —    | —    | —    | —    | —    | 4    | —    | 1    | —    | 5    | 10   | 11   | —    | —    | 8    | 12   |
| Албания              | —    | —    | —    | —    | —    | —    | —    | 10   | 9    | 15   | —    | —    | —    | —    | —    | —    |
| Бельгия              | —    | —    | —    | —    | 2    | —    | —    | —    | —    | —    | —    | —    | —    | 3    | 3    | —    |
| Беларусь             | —    | —    | 7    | —    | —    | —    | —    | 7    | 6    | 6    | 3    | 8    | —    | —    | —    | —    |
| Босния и Герцеговина | —    | —    | —    | —    | —    | —    | —    | —    | —    | —    | —    | 12   | 6    | 9    | —    | —    |
| Болгария             | 3    | 2    | 3    | 2    | 3    | 6    | —    | —    | —    | 1    | —    | 1    | —    | —    | —    | —    |
| Великобритания       | 8    | 8    | —    | —    | —    | —    | —    | —    | —    | —    | —    | —    | —    | —    | —    | —    |
| Венгрия              | —    | —    | 9    | 12   | 7    | —    | 1    | 10   | —    | 2    | 5    | 9    | 7    | 8    | 15   | 2    |
| Германия             | —    | —    | —    | —    | 1    | 2    | —    | —    | —    | —    | —    | —    | —    | —    | —    | —    |
| Греция               | 7    | 7    | 12   | 10   | —    | 8    | 3    | 3    | —    | —    | 15   | —    | —    | —    | —    | 7    |
| Грузия               | —    | —    | —    | —    | —    | —    | 6    | —    | 12   | 19   | 19   | —    | —    | 15   | 17   | 17   |
| Израиль              | —    | 4    | 10   | 9    | 8    | —    | 3    | —    | —    | 18   | 15   | 17   | —    | —    | —    | 16   |
| Исландия             | —    | —    | —    | —    | —    | —    | —    | —    | —    | —    | —    | —    | —    | —    | 21   | 18   |
| Испания              | 6    | 5    | 8    | 7    | —    | 5    | —    | 6    | 3    | 10   | 4    | 3    | 8    | —    | 6    | 9    |
| Кипр                 | —    | —    | —    | —    | —    | —    | —    | —    | —    | —    | 17   | —    | —    | —    | —    | —    |
| Косово               | —    | —    | —    | —    | —    | —    | —    | —    | —    | 20   | —    | —    | —    | —    | —    | —    |
| Латвия               | —    | —    | —    | —    | —    | —    | —    | —    | —    | —    | —    | 18   | —    | 14   | 18   | 14   |
| Люксембург           | —    | —    | —    | —    | —    | —    | —    | —    | —    | —    | —    | 19   | 14   | —    | 19   | 20   |
| Нидерланды           | —    | —    | —    | 4    | —    | —    | —    | —    | —    | —    | —    | —    | —    | —    | —    | —    |
| Польша               | —    | —    | —    | —    | —    | 3    | 5    | 5    | —    | —    | —    | —    | —    | —    | —    | —    |
| Португалия           | —    | —    | —    | —    | —    | —    | —    | —    | 7    | 12   | 19   | 15   | 11   | 12   | 13   | 10   |
| Румыния              | 5    | 6    | 5    | 6    | 4    | —    | —    | 7    | —    | —    | 13   | 7    | 3    | 7    | 4    | 3    |
| Северная Македония   | —    | —    | —    | —    | —    | —    | —    | —    | —    | —    | —    | —    | —    | 17   | —    | 19   |
| Сербия               | 1    | 1    | 1    | 3    | 5    | —    | —    | —    | —    | —    | —    | —    | —    | —    | —    | —    |
| Словакия             | —    | —    | —    | —    | —    | —    | —    | 2    | 3    | 9    | 7    | 6    | 9    | 6    | 7    | 6    |
| Словения             | —    | —    | —    | —    | —    | 7    | —    | 3    | —    | —    | 14   | 14   | 12   | —    | 10   | 5    |
| Турция               | 2    | 3    | 2    | 8    | 6    | 1    | 2    | —    | —    | —    | —    | —    | —    | —    | —    | —    |
| Украина              | —    | —    | —    | —    | —    | —    | —    | —    | 1    | 8    | 5    | 10   | 5    | 1    | 5    | 1    |
| Фарерские острова    | —    | —    | —    | —    | —    | —    | —    | —    | —    | —    | —    | —    | —    | 16   | 20   | 21   |
| Финляндия            | —    | —    | —    | —    | —    | —    | —    | —    | 2    | 4    | 7    | —    | —    | —    | 14   | —    |
| Франция              | 4    | —    | 6    | 5    | —    | —    | —    | 7    | 5    | 11   | 10   | 5    | 1    | 5    | —    | —    |
| Хорватия             | —    | —    | 11   | —    | —    | —    | —    | —    | —    | 7    | 2    | 2    | 3    | —    | 9    | 8    |
| Черногория           | —    | —    | —    | —    | —    | —    | —    | 10   | 8    | —    | —    | —    | —    | 13   | 16   | 11   |
| Чехия                | —    | —    | 4    | 1    | —    | —    | —    | —    | —    | 3    | 1    | 4    | 2    | 3    | 2    | —    |
| Швейцария            | —    | —    | —    | 11   | —    | —    | —    | —    | —    | 17   | —    | —    | —    | —    | —    | 13   |
| Швеция               | —    | —    | —    | —    | —    | —    | —    | —    | 11   | 13   | 10   | —    | 10   | 2    | 1    | 4    |
| Эстония              | —    | —    | —    | —    | —    | —    | —    | —    | —    | 16   | 17   | 16   | 13   | 10   | 11   | —    |